# 도미다역
도미다역(일본어: 富田駅)은 일본 미에현 욧카이치시에 있는 도카이 여객철도 간사이 본선 · 산기 철도 산기 선의 역이다.

## 타는 곳
| 1     | ■ 간사이 본선                | 상행                         | 나고야 방면                  |
| 2 · 3 | ■ 간사이 본선                | 하행                         | 욧카이치 · 마쓰사카 방면     |
| 4 · 5 | 구) 산기 선 승강장 (폐쇄 중) | 구) 산기 선 승강장 (폐쇄 중) | 구) 산기 선 승강장 (폐쇄 중) |

## 이용 현황
| 연도     | 하루 평균 승차 인원 |
| 1998년도 | 553명               |
| 1999년도 | 547명               |
| 2000년도 | 599명               |
| 2001년도 | 652명               |
| 2002년도 | 677명               |
| 2003년도 | 676명               |
| 2004년도 | 705명               |
| 2005년도 | 753명               |
| 2006년도 | 754명               |
| 2007년도 | 760명               |
| 2008년도 | 773명               |
| 2009년도 | 730명               |
| -------- | ------------------- |

## 역 주변
- 긴테쓰토미다 역 - 긴키 닛폰 철도 나고야 선 · 산기 철도 산기 선 : 약 300m 서쪽에 있다.
- 이온 욧카이치 기타 쇼핑 센터
- 욧카이치 기타 소방서
- 욧카이치 기타 경찰서

## 인접정차역
| 도카이 여객철도 간사이 본선 | 도카이 여객철도 간사이 본선 | 도카이 여객철도 간사이 본선         |
| --------------------------- | --------------------------- | ----------------------------------- |
| 아사히 나고야 방면          | ■ 구간쾌속 · ■ 보통         | 도미다하마 욧카이치 · 가메야마 방면 |
| 산기 철도 산기 선           |                             |                                     |
| 시·종착역                   | ■ 산기 선                   | 오야치 니시후지와라 방면            |